# Мадянов Роман Сергійович
Мадянов Роман Сергійович (нар. 22 липня 1962, Дєдовськ, Московська область — пом. 25 вересня 2024, Москва) — радянський і російський актор театру та кіно, заслужений артист РФ.
Фігурант бази даних центру «Миротворець».

## Життєпис
Народився 22 липня 1962 року у Дєдовську Московської області, СРСР.

### Смерть
Помер 25 вересня 2024 року на 63-му році життя у себе вдома в селі Бояркіно Раменського району Московської області. Причина смерті — рак легені.

## Творчість

### Ролі в театрі
1. 2008 — «Люди и Мыши»

### Ролі в кіно
1. 1973 — Зовсім безнадійний — Гекльберрі Фінн
2. 1974 — Весняні зміни — Дюшка Тягунов
3. 1976 — Довга, довга справа...
4. 1976 — Додумався, вітаю! — Лаврик
5. 1976 — Вся справа в браті — Фрол Калиткін
6. 1976 — Кадкіна всякий знає — Дмитро
7. 1979 — Слід на землі — Карнавін молодший
8. 1989 — Приватний детектив, або Операція «Кооперація» — Віктор
9. 1990 — Паспорт — Громадянин в аеропорту
10. 1991 — Гра на мільйони — Скрипаль
11. 1993 — Ваші пальці пахнуть ладаном — Ванько-китаєць
12. 1993 — Настя — Моргунін
13. 1995 — Дрібний біс — Черепнін
14. 1995 — Орел і рішка — Чоловік Климової
15. 1995 — Рокові яйця — Бегемот
16. 1997 — Бідна Саша — Охоронець
17. 1998 — Твір до Дня Перемоги — «Чубайс»
18. 1999 — Мама — Сержант
19. 2000 — Жінок ображати не радять — Ржавічев
20. 2001 — Громадянин начальник — Прокурор Анциферов
21. 2001 — Далекобійники — Керівник контори
22. 2002 — Життя забавами повне — Едік
23. 2002 — Копійка — Міліціонер, працівник ОВІРу тощо
24. 2003 — Конференція маніяків — Полковник Грудастий
25. 2003 — Слідство ведуть ЗнаТоКі. Пуд золота — Жбанов
26. 2004 — Штрафбат (серіал) — майор Харченко
27. 2004 — Діти Арбата (серіал) — Марк Рязанов
28. 2004 — Шкіра саламандри — Гололобов
29. 2004 — Ті, хто втратили сонце (серіал) — Сергеєв
30. 2004 — Вузький міст (серіал) — Льоня
31. 2005 — Справа про «Мертві душі» (серіал) — Поштмейстер Шпекін
32. 2005 — Єсенін (серіал) — Кіров
33. 2005 — Ой, мороз, мороз — Борис Петрович
34. 2005 — Полювання на ізюбря (серіал) — Федякін
35. 2005 — Продається дача — Антон
36. 2006 — В колі першому (серіал) — шеф МДБ Абакумов
37. 2004—2006 — Солдати (Серіал) — Віктор Романович Колобков
38. 2006 — Зачарована дільниця (серіал) — Андрій Ілліч Шаров
39. 2006 — Детективи 5 (серіал) — Генерал Шугаєв
40. 2007 — Карнавальна ніч 2 — Пан Колян
41. 2007 — Не було б щастя… — Юра, сусід Лори
42. 2007 — 12
43. 2007 — Свята справа — Мудрак — керівник районного масштабу
44. 2007 — 07-й змінює курс
45. 2007 — Колобков. Справжній полковник! (серіал) — Віктор Романович Колобков
46. 2007 — Батько — Харитон
47. 2007 — Іронія долі. Продовження — Майор міліції
48. 2007 — Дорогою до серця — Олександр Іванович Балашов
49. 2008 — Пасажирка
50. 2008 — Два кольори пристрасті
51. 2008 — Великий вальс
52. 2008 — Спадщина
53. 2008 — Дике поле
54. 2009 — Жила-була одна баба — «Баранчик»
55. 2009 — Канікули суворого режиму — «Ікло»
56. 2009 — Петя по дорозі в Царство Небесне — Богуславський
57. 2009 — Синдром Фенікса — сусід Тетяни
58. 2009 — Ісаєв — отаман Семенов
59. 2010 — Наша Russia. Яйця долі — Олег Робертович, олігарх
60. 2010 — Стомлені сонцем 2
61. 2010 — Гаражі — сторож гаражного кооперативу Павло Юрійович Єркін
62. 2010 — Зоя — майор
63. 2011 — Ялинки 2 — співробітник ДПС
64. 2013 — Легенда № 17 — Владімір Альфєр

## Громадянська позиція
Незаконно відвідував окупований Росією Крим задля зйомок у фільмі «Вурдалаки» (2015—2016) та серіалу «Саша добрий, Саша злий» (осінь 2014—2015).
У 2015—2016 рр. грав у пропагандистському серіалі на замовлення телеканалу Росія-1 «Кримська сакура» — про Наталію Поклонську.
У 2022 році повідомив, що відправляє гуманітарну допомогу на Донбас, й засудив артистів, що залишили Росію через російське вторгнення в Україну. Також він планував гастролювати на окупованих Росією українських територіях.